# Rush (album Erica Claptona)
Rush – ścieżka dźwiękowa do filmu Rush (1991). Album promuje utwór pt. "Tears in Heaven", za który Eric Clapton otrzymał trzy Nagrody Grammy: Song of the Year, Record of the Year, Best Male Pop Vocal Performance.

## Lista utworów
1. "New Recruit" – 1:30
2. "Tracks and Lines" – 3:00
3. "Realization" – 2:41
4. "Kristen and Jim" – 3:38
5. "Preludin Fugue" – 3:19
6. "Cold Turkey" – 2:21
7. "Will Gaines" – 3:46
8. "Help Me Up" – 5:50
9. "Don't Know Which Way to Go" – 10:46
10. "Tears in Heaven" – 4:30